# Requiem für die Mobiltelephone
Requiem für die Mobiltelephone ist eine interaktive Assemblage des Bildhauers, Malers und Aktionskünstlers Lubo Kristek und seine Serie von Happenings.

## Hintergrund
Kristek begann mit der Happeningserie im Jahr 2007 als Protest gegen die Abhängigkeit von den modernen Technologien. Er forderte die Zuschauer auf, sich ihrer Mobiltelefone zu entledigen und schuf eine Assemblage aus ihnen.
Bei der ersten Aktion in der Tageszeitung Rovnost in Znojmo nähten die Zuschauer die Telefone direkt an den Mantel des Künstlers. Dieser Mantel wurde dann zur Grundlage einer neuen interaktiven Assemblage. Mit jedem Happening änderte die Assemblage ihr Erscheinungsbild.
Der zweite Teil fand im Jahr 2007 auf dem Gehweg der Mariahilfer Straße in Wien statt. Kristek tauchte die Spitzenschuhe einer Ballerina in Farbe und ließ diese dann auf einem Leinwand tanzen. Auch die Spitzenschuhe wurden Bestandteil der Assemblage. Dann forderte er Studenten und Passanten auf, sich an dem Schaffen der neuen Assemblage und dem Aufnähen der Handys zu beteiligen.
Die Assemblage wanderte weiter auf die Ausstellung auf dem Barockschloss Riegersburg, heute Schloss Ruegers (2007). Der Künstler trug seine Botschaft auch noch in weitere Staaten, wo die Zuschauer die interaktive Assemblage weiter veränderten. Die Serie von Happenings setzte sich im Jahr 2008 im Neuen Stadtmuseum im Landsberg am Lech fort und sie war ein Bestandteil der retrospektiven Ausstellung der Werke von Lubo Kristek mit dem Namen Das dritte Auge der Fernverständigung.

„Im Happening zeigte sich neu die Gestalt der Verführung (die von der Primaballerina des Nationaltheaters in Brno Jana Přibylová verkörpert wurde), welche die Zuschauer mit elektronischen Errungenschaften aus einem rosafarbenen Sack beschenkt und sich umgehend in einen Satan verwandelt. In einer der letzten Szenen spielt diese Gestalt mit der Darstellung des menschlichen Schicksals – einer schwarzen Puppe, die sie auf den Boden wirft, sobald sie von ihrem Spielzeug genug bekommt. Zum Schluß des Happenings trug Kristek den rosafarbenen Sack mit dem elektronischen Abfall auf den Altar der Landsberger Heilig-Kreuz-Kirche. Er betonte hiermit den scharfen Kontrast zwischen dem Vermächtnis unserer Vorfahren und dem, was nach der gegenwärtigen Epoche übrig bleibt.“

Das folgende Happening fand im Jahr 2010 in der polnischen Stadt Sucha Beskidzka statt. Laut Kristek trägt die Beziehung der Gesellschaft zum Mobiltelefon die Anzeichen eines Kults, beziehungsweise sogar einer pathologischen Abhängigkeit. Deshalb legte er diesen „modernen Gott“ auf einen Altar (mit der Aufschrift Schlaf Süß) und ließ ihn von einem riesigen dreibrüstigen Engel durchbohren.  Die Besucher des Happenings waren aktive Teilnehmer des symbolischen Opferungsakts der Mobiltelefone.

„Der Künstler liquidiert die Mobiltelefone in den Happenings, er entsorgt sie als Abfall, jedoch er wendet gleichzeitig das rituelle Prinzip der Opferung an. Das vernichtete Telefon (eine Analogie zum zerrissenen Gott) ,nehmen‘ dann die Happening-Teilnehmer ,an‘, oder sie ,konsumieren‘ es sogar durch seine wiederholte Eingliederung in den kreativen Prozeß (eine Analogie zur Auferstehung). Die Gestalten sowie die Zuschauer nähen die Mobiltelefone an die Wander-Assemblage an und werden somit zu Mitautoren des Kunstwerkes, das ihr Aussehen von Veranstaltung zu Veranstaltung ändert. Kristek verwirklicht somit mit seiner Botschaft Requiem für die Mobiltelephone das, was er auf der Leinwand Das vermooste Telefongespräch vorwegnahm. Er experimentiert mit der Einbeziehung des Publikums in Aktionen an der Grenze von Ritual, darstellenden und bildenden Künsten unter Nutzung von unbeabsichtigten Impulsen bei einem gemeinsamen kreativen Prozeß und mit Nachdruck auf das Durchleben des aktuellen Augenblickes. Er bemüht sich um eine Wiederbelebung der verlorenen Kommunikation und um eine Transformation der Beziehungen in einer entfremdeten ,digitalen Gesellschaft‘.“

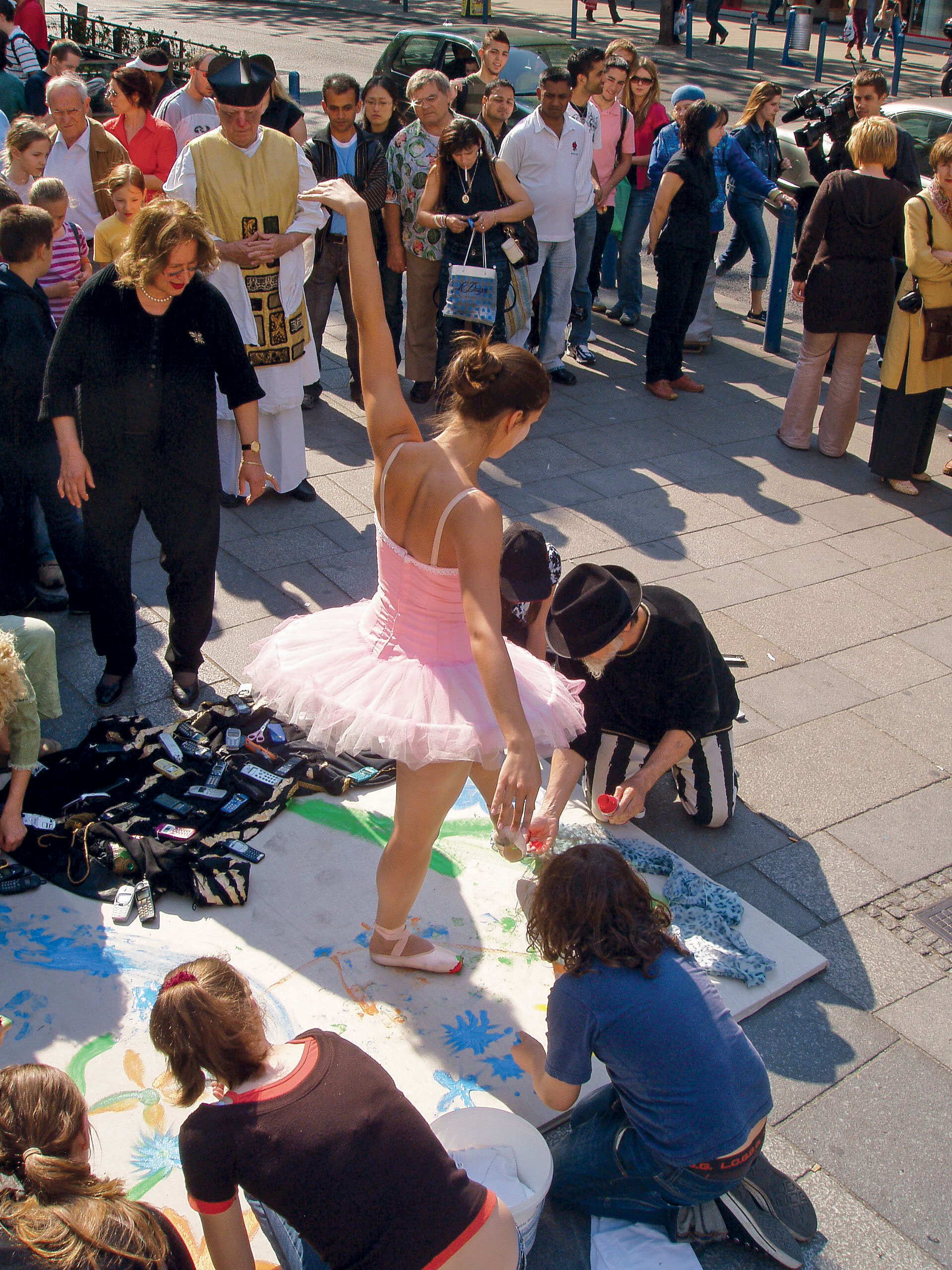
26. April 2007, Mariahilfer Straße, Wien
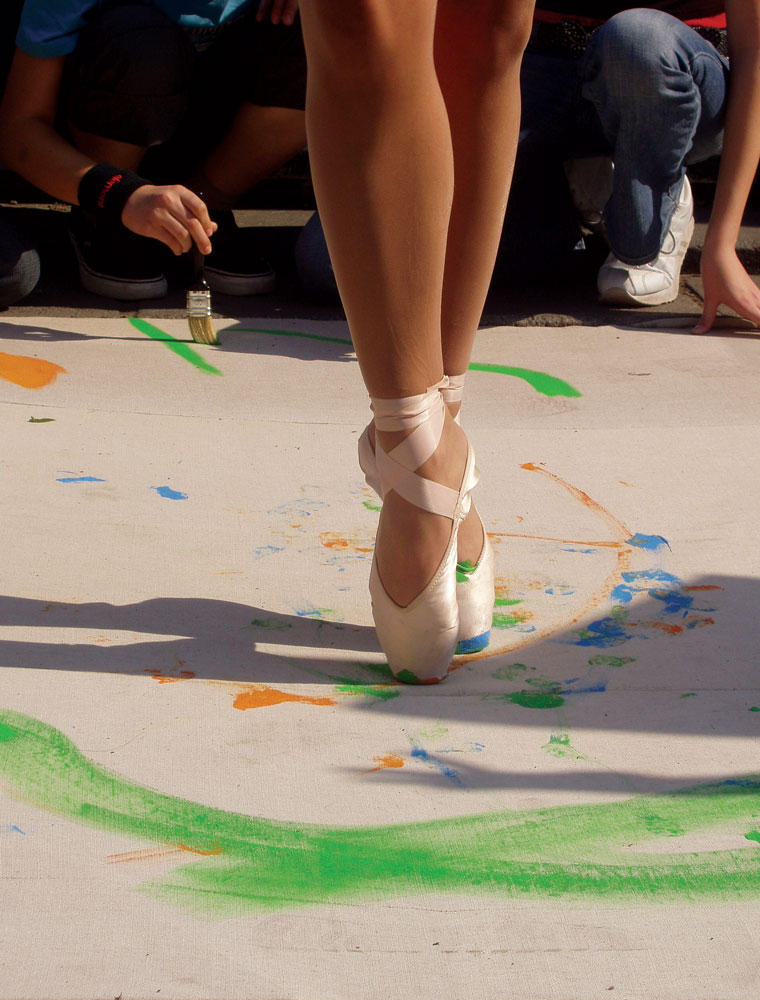
26. April 2007, Mariahilfer Straße, Wien
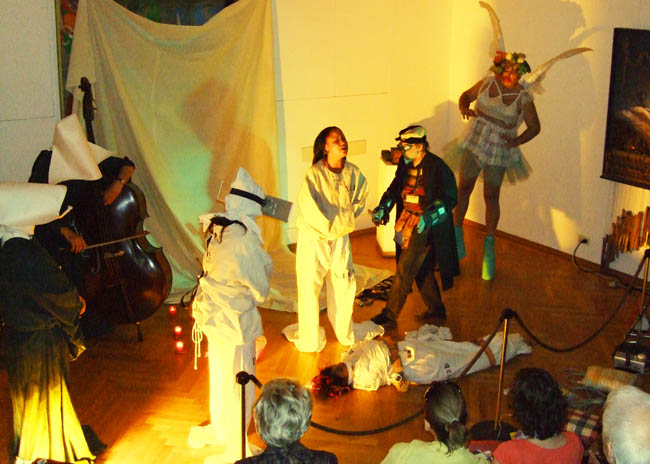
10. Mai 2008, Neues Stadtmuseum, Landsberg am Lech
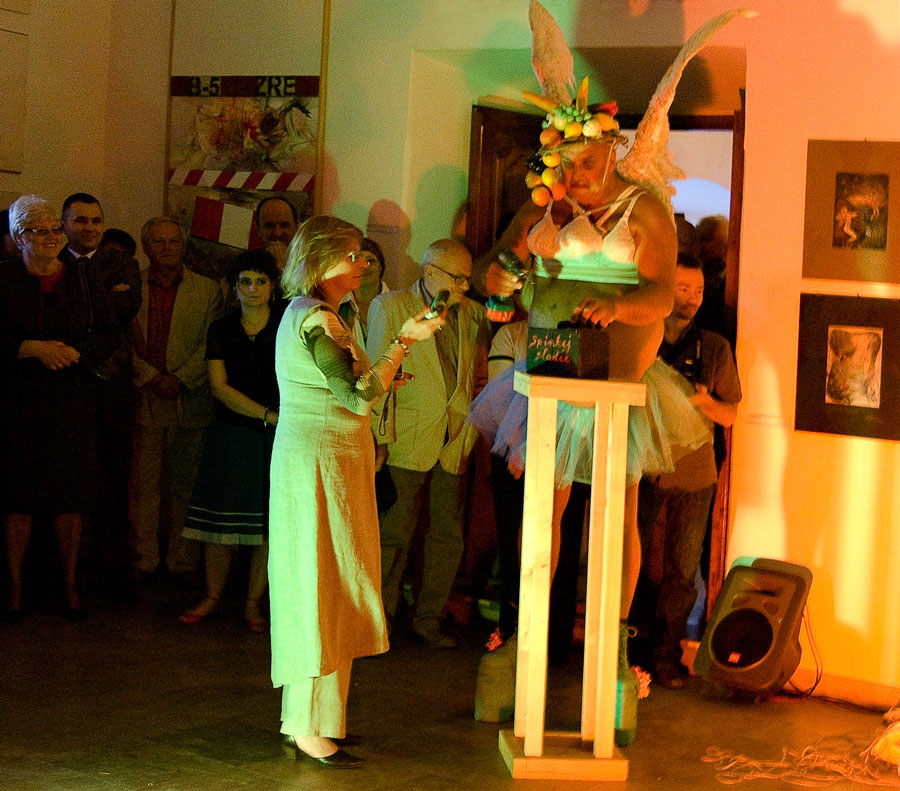
5. Juni 2010, Muzeum Miejskie, Sucha Beskidzka
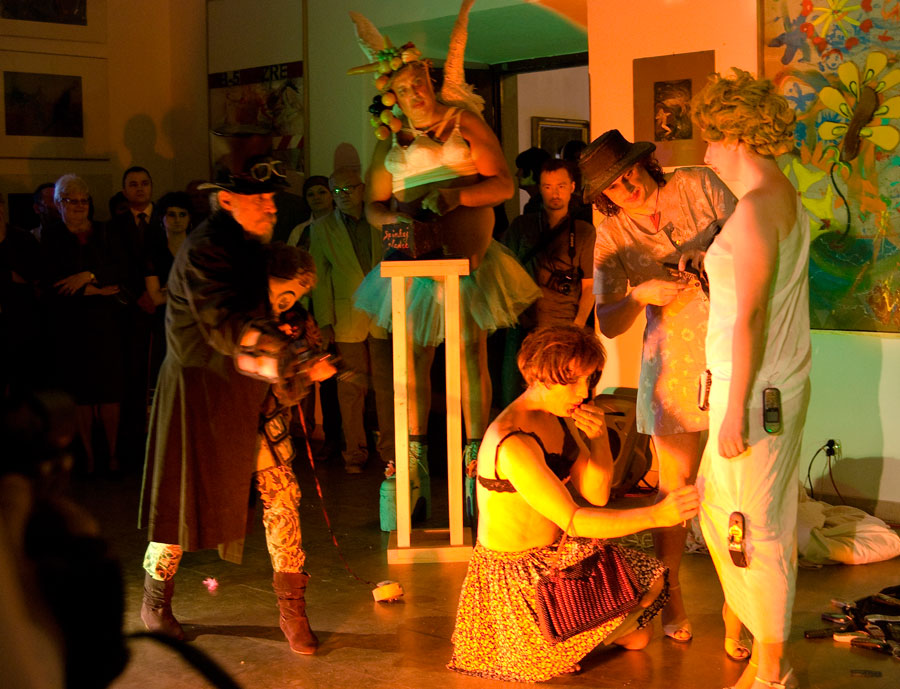
5. Juni 2010, Muzeum Miejskie, Sucha Beskidzka